# Artikelen van Confederatie

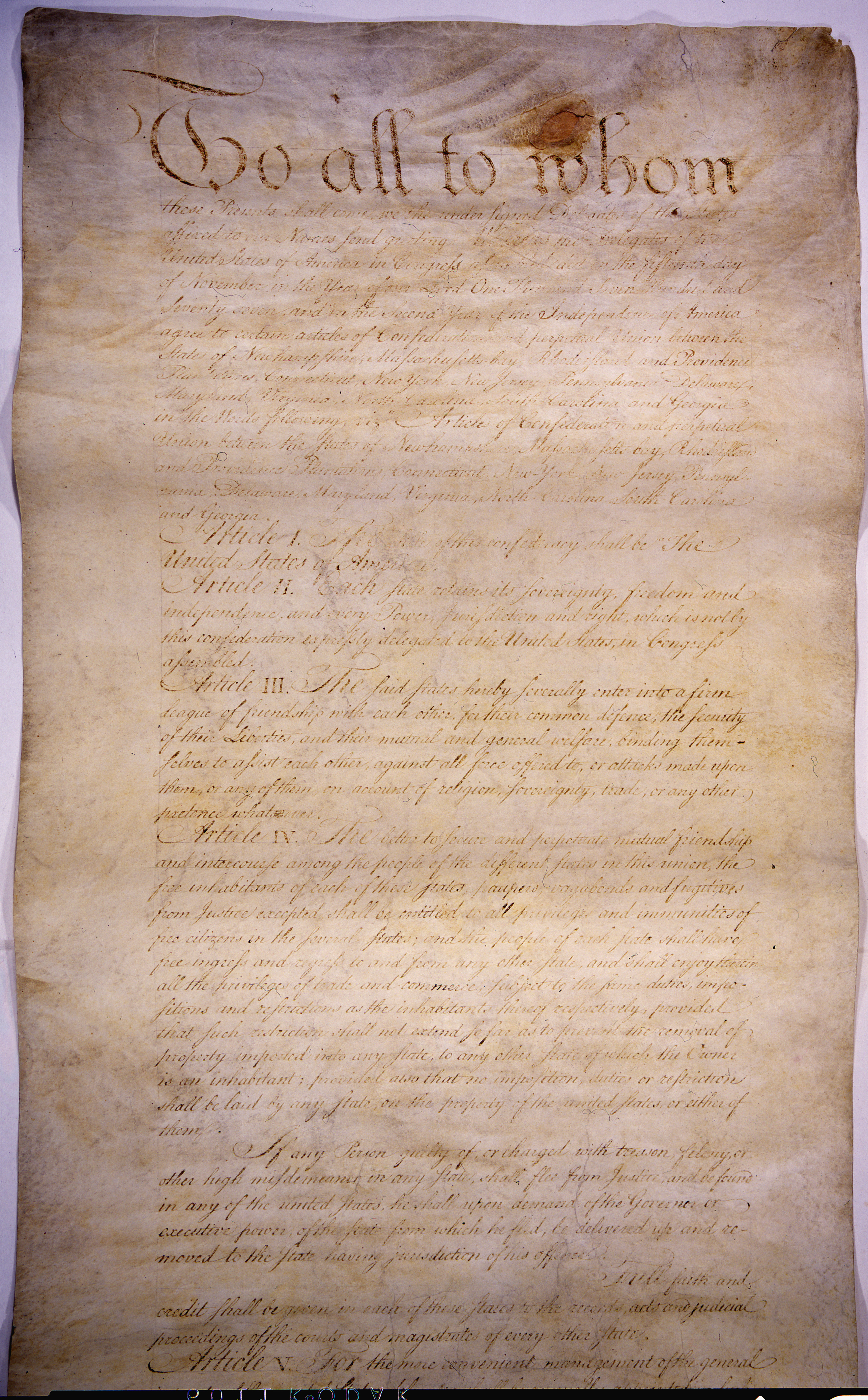
Eerste pagina van het document

De Artikelen van Confederatie (Engels: Articles of Confederation and Perpetual Union, kortweg Articles of Confederation) is de eerste wettelijke regeling waaronder de Verenigde Staten van Amerika werden bestuurd.
Al vroeg tijdens de Amerikaanse Onafhankelijkheidsoorlog begon het Continental Congress, het Congres van de Verenigde Staten, met het opstellen van een document dat de grondslag moest vormen voor het bestuur van de jonge natie. Toen Richard Henry Lee, lid van het Congres, de resolutie introduceerde die uiteindelijk de Amerikaanse Onafhankelijkheidsverklaring zou worden, stelde hij tevens voor om een plan op te stellen om de Confederatie van staten te besturen. John Dickinson, vertegenwoordiger van Delaware, werd daarna aangesteld om een comité te leiden voor dit doel.
Het Congres debatteerde ruim een jaar aleer op 15 november 1777 de Artikelen van Confederatie werden aangenomen. Daarna duurde het nog bijna vier jaar voordat alle 13 staten het document hadden geratificeerd. Nadat Maryland het op 1 maart 1781 had geratificeerd werden de Artikelen van kracht. De tekst was onder meer geïnspireerd door de Unie van Utrecht.

## Enkele bepalingen
Het eerste artikel stelde officieel de naam United States of America vast voor het land. Daarnaast werd uiteengezet wat de rechten waren die aan de individuele staten werden voorbehouden en welke aan de Confederatie toebehoorden. Zo behield de centrale regering het recht om oorlogsverklaringen af te geven en de munteenheid vast te stellen. Het verkeer tussen de staten werd geregeld evenals uitlevering van criminelen tussen staten onderling. Een van de belangrijkste onderdelen vormde de gezamenlijke verantwoordelijkheid voor de verdediging van het land.
Een twistpunt tijdens de debatten over aanname was de vertegenwoordiging van elke staat in het Congres. Ondanks tegenstribbelen van dichtbevolkte staten, die meer zeggenschap wilden, kreeg iedere staat één stem in het Congres. Wel werd vastgesteld dat grotere staten een grotere financiële bijdrage zouden leveren.

## Tekortkomingen van de Artikelen van Confederatie
Hoewel het bestuur volgens de Artikelen van Confederatie voor enige stabiliteit zorgde tijdens de Onafhankelijkheidsoorlog werd al snel duidelijk wat de zwakke punten waren. Zo had het Congres volgens de Artikelen geen bevoegdheden om belastingen te heffen en was het Congres afhankelijk van geld dat de staten overmaakten aan de centrale regering. Ook gaven de Artikelen de centrale regering geen macht over de handel tussen de staten en was er niet één persoon verantwoordelijk voor de uitvoerende macht maar was die macht in handen van een comité van het Congres.
Al snel na afloop van de oorlog werden de tekortkomingen voor iedereen duidelijk. In 1786 stelde Charles Pinckney, een lid van het Congres, voor om de Artikelen van Confederatie aan te passen om de centrale overheid meer bevoegdheden te geven en zo het bestuur van het land efficiënter te maken. Dit leidde in februari 1787 tot een conventie tussen de staten om over wijzigingen in de Artikelen van Confederatie te debatteren. Uiteindelijk leidde deze Constitutional Convention, die in Philadelphia bijeenkwam, tot een geheel nieuw instrument van bestuur, de Grondwet van de Verenigde Staten, die in 1789 de Artikelen van Confederatie verving.